# Cionidae
Cionidae Lahille, 1887 è una famiglia di organismi tunicati della classe Ascidiacea.

## Tassonomia
Comprende i seguenti generi:
- Araneum C.Monniot & F.Monniot, 1973
- Ciona Fleming, 1822
- Tantillulum C.Monniot & F.Monniot, 1984